# Эйприл Райан
Э́йприл Ра́йан (April Ryan) — вымышленный персонаж, главная героиня компьютерной игры The Longest Journey 1999 года, а также один из основных персонажей игры Dreamfall: The Longest Journey 2006 года. Создателем персонажа и автором сценария указанных компьютерных игр является Рагнар Тёрнквист.

## Характеристика персонажа

### Внешность
Эйприл Райан на момент событий, произошедших в первой части игры — The Longest Journey, было 18 лет. У неё тёмные волосы и голубые глаза. Среднего роста; вес — 118 фунтов (53 килограмма).

### Ранняя жизнь
Происхождение Эйприл Райан неизвестно. В The Longest Journey намекается, что она человеческая дочь Белой Матери, одной из Драк Кинов, однако не поясняется, является ли та биологической матерью Эйприл или только духовной. Личность отца неизвестна (и неизвестно, был ли он вообще, так как способ размножения Драк Кинов в игре не раскрывается). В Dreamfall вторая дочь Белой Матери заявляет, что Эйприл не принадлежит роду Драк Кинов, но в то же время называет её сестрой, поясняя это тем, что между ними есть некая духовная связь, которую она не может объяснить. Родилась ли Эйприл в Аркадии или в Старке — тоже неизвестно. Всё, что Эйприл знала о себе раньше, это то, что она родилась 14 апреля 2191 года по летосчислению Старка и выросла в обычной американской деревенской семье. Эйприл воспитывалась в католических традициях, помимо родителей у неё были два младших брата — Дэнни и Оуэн.
Семья не была счастливой, так как отец был пьяницей и избивал Эйприл. Причина этой обоюдной неприязни была раскрыта в конце The Longest Journey: когда новорождённую Эйприл впервые принесли домой, отец выпил от радости, взял её на руки, но был уже так пьян, что споткнулся и уронил ребёнка на пол, чем сильно покалечил. Чтобы подавить свою вину, он с тех пор стал игнорировать дочь. Но после того как она начала выздоравливать, он счёл, что она над ним издевалась, и стал винить Эйприл за своё ничтожество. Его отношение к Эйприл распространилось и на Дэнни с Оуэном, с которыми у Эйприл, по мере взросления, становились всё более натянутые отношения. Хорошие отношения у Эйприл были только с матерью, хотя та ни разу не пыталась защитить дочь от мужа. За всем этим, когда Белая Мать называет Эйприл своей дочерью, то девушка, вспомнив об отношениях в семье, уверяется в мысли, что её удочерили.

### Биография и развитие характера в сюжете игр

#### The Longest Journey
По достижении совершеннолетия в 2209 году Эйприл ночью сбегает из дома после очередной стычки с отцом, в которой тот получил увечья. Не попрощавшись с матерью, она уезжает в промышленный мегалополис Ньюпорт, чтобы начать новую жизнь, а заодно поступить в Венецианскую Академию Изобразительных Искусств (ВАИИ). Несмотря на смену обстановки, Эйприл всё же мучилась от чувства, что ей не хватает смысла в жизни. В Ньюпорте она в конечном итоге сталкивается с местным чудиком Кортезом, который и рассказывает ей про Аркадию и про то, что она одна из Скользящих — те, кто могут переходить границу между Старком и Аркадией. Как ни трудно Эйприл поверить в существование параллельного мира, ей довольно быстро приходится убедиться в его реальности и даже узнать у местных жрецов истинную историю Баланса и миров-близнецов. Эйприл узнаёт о 13-ти Стражах, которых охраняют Баланс между магией Аркадии и технологией Старка, и о том, что последний 13-й Страж (во время правления которого произойдёт плавное объединение обеих миров) так и не взошёл на свой пост. Она так же выясняет, что попадает под пророчество о неком герое, который, обойдя четыре разных народа, соберёт Диск Баланса, который потребуется новому Стражу для восстановления равновесия. Собирая Диск Эйприл в какой-то момент в отчаянии узнаёт, что это она тот самый 13-й Страж. Смирившись с этим девушка в финале добирается до владений Стража, где с удивлением узнаёт, что она не Страж. Пока настоящий 13-й Страж Гордон Хэллоуэй занимает своё законное место, Эйприл уходит из владений, по дороге размышляя, что ей теперь делать.

#### Dreamfall: The Longest Journey
В Dreamfall, чьё действие разворачивается спустя 10 лет после The Longest Journey, Эйприл представлена, как лидер повстанцев, которые ведут борьбу с теократической Азадийской Империей, захватившей Меркурию. Азади ненавидят магию и организовывают гетто для всех, кто нелюди или волшебники. За успешное противостояние азади, Эйприл становится известна среди повстанцев как «Грач», тогда как сами азади прозывают неизвестного повстанца «Скорпионом».
Эйприл с небольшой группой повстанцев прибывают в Меркурию чтобы пополнить запасы продовольствия для тайной базы Сопротивления. Там она встречает девушку из Старка по имени Зои Кастильо, пытающуюся предупредить Эйприл о некой опасности, которую она не может объяснить. Не желая ничего слышать, Эйприл всё же ищет способ временно вернуть утраченную способность перемещаться между мирами, чтобы пообщаться со Стражем Баланса. Гордон утверждает, что то, что происходит в обоих мирах, не несёт вреда Балансу и что бы не произошло, это уже не будет зависеть от Эйприл. Эйприл возвращается в Аркадию, где знакомится с азадийцем по имени Киан Альване, не зная, что его послали убить Скорпиона. При первой встрече с ним она не стесняясь высказывает ему в лицо всё, что думает об Азадийской Империи. Когда Эйприл возвращается на болото, где находится база Сопротивления, Киан (которому сообщили, что он идёт на встречу со Скорпионом) настигает её там, но он признаёт правоту её слов. К сожалению, за Кианом следуют азадийские войска, с лёгкостью захватывающие базу. Не пытаясь сопротивляться, Эйприл получает удар копьём и падает в мутную воду.
История Эйприл в промежутке между The Longest Journey и Dreamfall только кратко раскрывается в репликах персонажей. После восстановления Баланса Эйприл всё же решила остаться в Аркадии, так как в Старке из-за её действий пострадали близкие ей люди и Эйприл подумала, что в Аркадии, где Меркурию захватила варварская орда Тирренцев, от неё будет больше пользы. В какой-то момент она обнаружила, что утратила способности Скользящей и не способна больше вернуться в Старк.

#### Dreamfall Chapters: The Longest Journey
Эйприл кратко показана в прологе, где её хоронят повстанцы: её тело лежит в лодке, затем его поджигают и лодка уплывает в туман. Много позже Киан Алване, находясь в бреду из-за серьёзных ран, слышит её голос: Эйприл говорит, что прощает его, и что она вернулась к тому, чего хотела.
Сразу после похорон Эйприл в Доме Всех Миров рождается девочка, которую называют Сагой и которая с рождения демонстрирует ряд схожих с ней черт: как Эйприл, она связана с Белой Кин, является Скользящей, а её детские рисунки почти один-в-один повторяют похождения Эйприл. Свой первый портал в другой мир Сага открывает в 7 лет, а в 14 — покидает Дом совсем (время в Доме Всех Миров течёт быстрее, чем в Мирах-Близнецах, где на тот момент прошло всего два года). В конце четвёртой книги Зои узнаёт от Абнаксуса, что всё же «спасла Эйприл»: погибнув, та немедленно переродилась как «Дракон Весны» (предположительно, Белая Кин) и как «Девочка, Странствующая Между Мирами» (то есть, Сага). В пятой книге Зои встречает призрак Эйприл в Мире Снов, который помогает ей разобраться в планах Азади, после чего окончательно уходит в иной мир вместе с призраком погибшего в этой же книге Ворона.

## Озвучивание
В англоязычной локализации Эйприл озвучивает актриса Сара Гамильтон, в оригинальной норвежской версии — Сайнови Свабо. Эйприл в детстве озвучивали Фрида О. Олассен (норвежская версия) и Андреа Бауэн (английская версия).
В русских версиях The Longest Journey (локализированной компанией Snowball Studios для 1С) и Dreamfall: The Longest Journey (локализированной Lazy Games для Нового Диска) Эйприл Райан озвучила актриса Полина Щербакова.

## Критика и отзывы
Эйприл Райан и её «подруга» Зои Кастильо считаются одними из самых запоминающихся героинь компьютерных игр.
Несмотря на то, что героиня представлена с ярко выраженными признаками женственности, она также является примером сильных и красивых женских персонажей, способных совершать героические поступки и постоять за себя в опасных ситуациях.
Эйприл Райан была сравнена с Ларой Крофт, героиней серии игр Tomb Raider, в этом отношении: Эйприл показывает менее очевидные физические атрибуты женственности, чем Лара, но демонстрирует более женственные психологические особенности, в отличие от мужских качеств Лары, таких как агрессивность и сила.
Озвучивание Сары Гамильтон получило положительную оценку как «превосходное и показывающее изменение оттенков, которые позволяют нам верить в рост Эйприл как женщины».
В 2000 году Eurogamer номинировал Эйприл Райан на ежегодную награду Gaming Globes в категории Главный женский персонаж.
В 2007 году она была включена в список 50 величайших женских персонажей компьютерных игр в истории по версии Tom’s Games.
Сайт Green Pixels, специализирующийся на компьютерных играх и являющийся частью структуры IGN Entertainment, 27 января 2009 года опубликовал статью под заголовком «10 Best Female Game Characters» (с англ. — «10 лучших женских персонажей компьютерных игр»), представляющую собой список лучших, согласно мнению журналистки издания, женских игровых персонажей. Первые два места поделили между собой Эйприл Райан и Дженнифер Тейт (англ. Jennifer Tate) из игры Primal. Примечательно, что пятое место досталось Зои Кастильо — главной героине игры Dreamfall.
В 2010 году Эйприл получила 61 место в списке лучших вымышленных героев всех времён по мнению GO.com.